# Sutherland Peak
Sutherland Peak är en bergstopp i Antarktis. Den ligger i Östantarktis. Nya Zeeland gör anspråk på området. Toppen på Sutherland Peak är 1 797 meter över havet.
Terrängen runt Sutherland Peak är kuperad åt sydväst, men åt nordost är den bergig. Sutherland Peak ligger uppe på en höjd som går i öst-västlig riktning. Trakten är obefolkad. Det finns inga samhällen i närheten. 